# Antônio de Castro Mayer
Antônio de Castro Mayer (Campinas, São Paulo, 20 de junio de 1904 - Campos dos Goytacazes, Río de Janeiro, 25 de abril de 1991) fue un obispo católico brasileño. Católico tradicionalista y aliado del arzobispo Marcel Lefebvre, fue obispo de Campos desde 1949 hasta su dimisión en 1981.

## Primeros años
Antônio de Castro Mayer fue uno de los doce hijos de João Mayer, un cantero bávaro, y de Francisca de Castro, una campesina brasileña. Ayudó a su madre a mantener a su familia después de la muerte de João en 1910. A los 12 años, ingresó al seminario menor de São Paulo, entonces dirigido por los padres premonstratenses. Ingresó en el seminario mayor en 1922 y luego estudió en la Pontificia Universidad Gregoriana de Roma, doctorándose en teología en 1928.

## Vida pastoral
Fue ordenado sacerdote por el cardenal Basilio Pompili el 30 de octubre de 1927. Enseñó filosofía, historia de la filosofía y teología dogmática en el seminario de São Paulo durante los siguientes 13 años.
Se convirtió en Asistente General de la Acción Católica de São Paulo en 1940 y canónigo del cabildo catedralicio con el título de Primer Tesorero en 1941. Se convirtió en vicario general de la arquidiócesis en 1942. Fue nombrado párroco y prefecto de estudios en la Pontificia Universidad Católica de São Paulo en 1945, manteniendo las cátedras de Religión y Doctrina Social Católica en la Pontificia Universidad Católica de São Paulo.

### Obispado
El 6 de marzo de 1948, fue nombrado obispo coadjutor de Campos y obispo titular de Priene por el Papa Pío XII. Recibió su consagración episcopal el 23 de mayo de manos del arzobispo Carlo Chiarlo, nuncio apostólico en Brasil, con el obispo Ernesto de Paula y el arzobispo Geraldo de Proença Sigaud como co-consagradores. Se convirtió en obispo de Campos tras la muerte del obispo Octaviano de Albuquerque el 3 de enero de 1949. Fue muy activo en oponerse a la teología de la liberación y la infiltración comunista en la Iglesia y en su diócesis.
En 1968, el grupo conservador católico Tradición, Familia y Propiedad organizó una campaña para recoger firmas denunciando a los que eran percibidos como izquierdistas en la Iglesia. De Castro Mayer animó la campaña. La Conferencia Nacional de Obispos de Brasil declaró posteriormente que la TFP no estaba reconocida por la jerarquía ni considerada una organización católica oficial.
De Castro Mayer se negó a implementar las reformas litúrgicas del Concilio Vaticano II en su diócesis. Hasta su dimisión el 29 de agosto de 1981, la Misa Tridentina siguió celebrándose en toda la diócesis de Campos, junto con todas las demás prácticas y devociones católicas tradicionales en latín.
Habiendo presentado su renuncia requerida al cumplir 75 años, fue reemplazado como obispo con el nombramiento de Carlos Alberto Etchandy Gimeno Navarro para sucederlo el 29 de agosto de 1981. Continuó su campaña contra las reformas litúrgicas del Concilio en su retiro y mantuvo una "diócesis" tradicionalista dentro de la diócesis de Campos, con alrededor de 40.000 fieles.

### Ordenaciones de la Fraternidad Sacerdotal San Pío X
El 30 de junio de 1988 asistió a la ceremonia en la que el arzobispo Lefebvre consagró a cuatro obispos de la Fraternidad Sacerdotal San Pío X sin autorización papal. Una declaración del Vaticano lo describió como co-consagrador y excomulgado, pero otros, incluida la carta del Papa Juan Pablo II sobre las consagraciones, omitieron su nombre.